# جیکوب بورنت
جیکوب بورنت (به انگلیسی: Jacob Burnet) سناتور سابق عضو حزب ملی جمهوری‌خواه بود. وی در سال ۱۸۲۸ تا ۱۸۳۱ میلادی سناتور ایالت اوهایو در سنای ایالات متحده آمریکا بود.